# Летімер-роуд (станція метро)
51°30′50″ пн. ш. 0°13′02″ зх. д. / 51.513888888889° пн. ш. 0.21722222222222° зх. д.

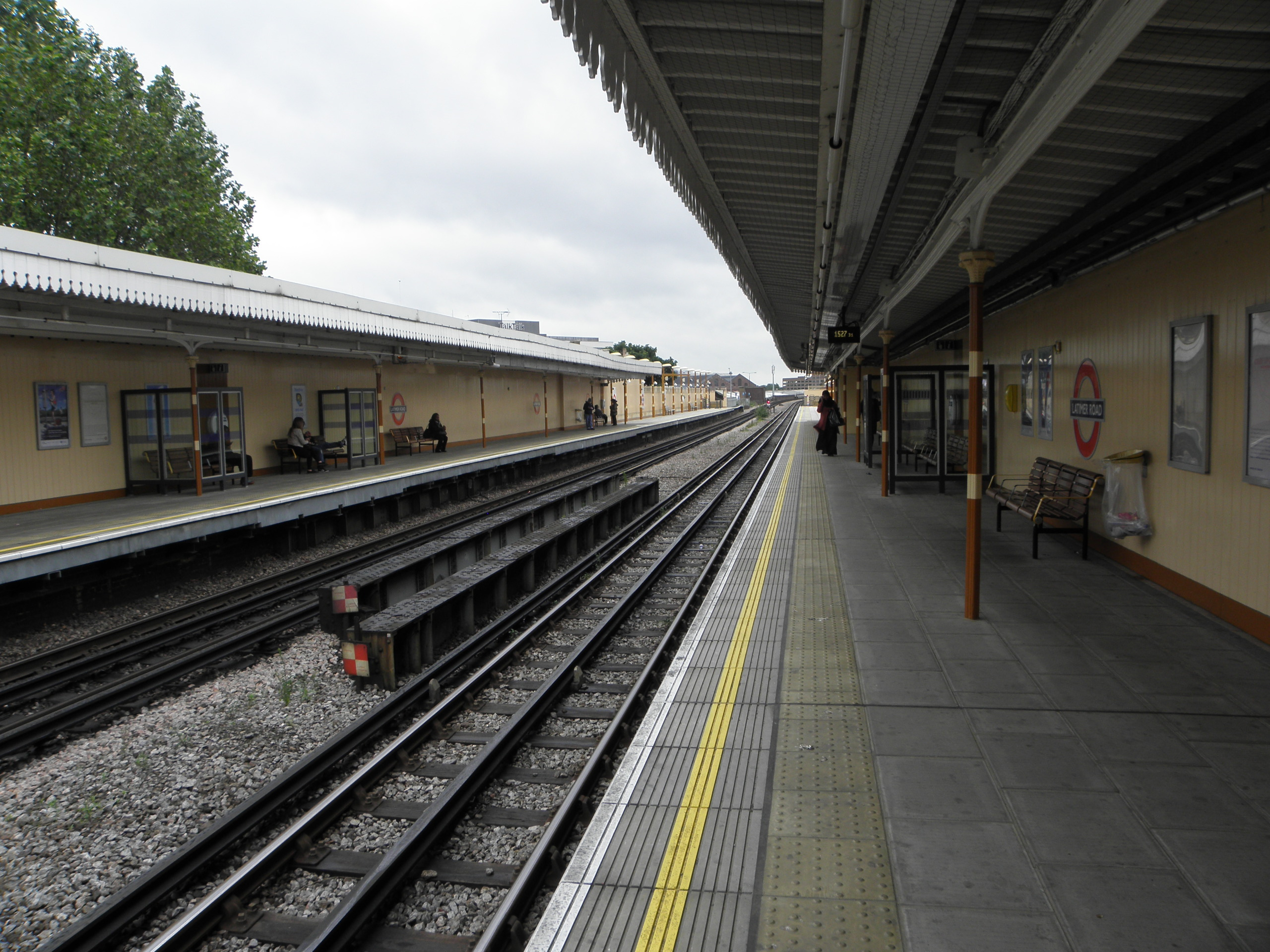
Платформа станції Летімер-роуд

Летімер-роуд (англ. Latimer Road) — станція Лондонського метрополітену ліній Кільцева та Гаммерсміт-енд-Сіті. Станція знаходиться у районі Північний Кенсінгтон, у 2-й тарифній зоні, між метростанціями Ледброк-гроув та Вуд-лейн. В 2017 році пасажирообіг станції — 2.46 млн пасажирів
Конструкція станції — наземна відкрита з двома береговими платформами.

## Історія
- 16. грудня 1868 — відкриття станції
- 13. грудня 2009 — відкриття трафіку Кільцевої лінії[3]

## Пересадки
Пересадки на автобуси London Buses маршрутів: 295 та 316